# Zalagyömörő
Zalagyömörő [zaladěmeré] je obec v Maďarsku v župě Veszprém, spadající pod okres Sümeg. Nachází se asi 5 km severozápadně od Sümegu. V roce 2015 zde žilo 450 obyvatel. Dle údajů z roku 2011 tvoří 90,1 % obyvatelstva Maďaři, 0,7 % Romové, 0,2 % Němci a 0,2 % Rumuni, přičemž 9,9 % obyvatel se ke své národnosti nevyjádřilo.

## Sousední obce
| Růžice kompasu |              | Ukk         |            | Růžice kompasu |
| Růžice kompasu | Gógánfa      | Sever       | Csabrendek | Růžice kompasu |
| Růžice kompasu | Gógánfa      | Zalagyömörő | Csabrendek | Růžice kompasu |
| Růžice kompasu | Gógánfa      | Jih         | Csabrendek | Růžice kompasu |
| Růžice kompasu | Kisvásárhely | Sümeg       |            | Růžice kompasu |